# Vereinigungsurkunde
Als Vereinigungsurkunde (französisch Acte de réunion) werden zwei Urkunden aus dem Jahr 1815 bezeichnet, die den Anschluss der Gebiete des ehemaligen Fürstbistums Basel an den Kanton Bern und an den Kanton Basel regelten. Für beide Urkunden übernahm die eidgenössische Tagsatzung die Garantie.
Das Territorium des Fürstbistums war 1792 von Frankreich erobert worden und bildete zunächst die Raurakische Republik, ehe es 1793 annektiert wurde und das Département Mont-Terrible bildete. Ab 1800 gehörte das Gebiet zum Département Haut-Rhin. Der Wiener Kongress sprach das Gebiet der Schweiz zu und teilte es zwischen Bern und Basel auf. Bern sollte alle französischsprachigen Teile im Jura sowie das Laufental erhalten, Basel das Birseck und Pfeffingen (mehr zur Aufteilung siehe Anschluss des Birseck an Basel). Das Schlussdokument vom 20. März 1815 über die Schweiz verlangte in Artikel 3 Absatz 3, dass die Modalitäten der Vereinigung durch zwei paritätische Kommissionen auszuhandeln seien; der Kanton Zürich als damaliger Vorort der Eidgenossenschaft wählte die Vertreter des ehemaligen Fürstbistums aus.
Am 7. November 1815 fanden in Arlesheim die Verhandlungen einer aus drei Birsecker und drei Basler Vertretern gebildeten Kommission statt. Die andere Kommission bestand aus sieben Vertretern der Berner Regierung und sieben jurassischen Notabeln. Vom 3. bis zum 14. November handelte sie in Biel die 25 Artikel der Vereinigungsurkunde des Jura mit dem Kanton Bern aus. Neun Artikel betrafen die Gewährleistung der römisch-katholischen Konfession (Bistumszugehörigkeit, Religionsunterricht, Pfarrerwahl und -besoldung, Pension des letzten Fürstbischofs Franz Xaver von Neveu). Die übrigen Artikel regelten unter anderem die Rechtsstellung der Jurassier, die Religionsfreiheit für die Täufer, die Beibehaltung bzw. Aufhebung der französischen Rechtsordnung, Steuerfragen und Sonderbedingungen für die Stadt Biel.
Die Basler Vereinigungsurkunde führte ausser bei der Basler Kantonstrennung zu keinen nennenswerten Problemen. Hingegen bildete die Berner Vereinigungsurkunde den Ursprung des lang andauernden Konflikts zwischen dem altbernischen Kantonsteil und dem Jura (siehe Jurafrage), der 1979 in der Gründung des Kantons Jura gipfelte.